# 泸定蹄盖蕨
泸定蹄盖蕨（学名：Athyrium ludingense）为蹄盖蕨科蹄盖蕨属下的一个种。

## 扩展阅读
- 維基物種上的相關：泸定蹄盖蕨